# Sanlih E-Television
Sanlih Entertainment Television o Sanlih E-Television (SET; (ZH) ) è una rete nazionale TV via cavo gestita a Taiwan, fondata nel maggio 1993. Produce anche dramma taiwanese che vengono trasmessi su canali in chiaro, ad es. Televisione di Taiwan (TTV). In termini di orientamento politico, Sanlih è fortemente orientato verso la Pan-Green Coalition.

## Canali di SETTV
SET offre attualmente otto canali sussidiari:
- SET International (messa in onda da marzo 2000)
- SET Taiwan (in onda nel dicembre 1996)
- SET News (iniziata la messa in onda marzo 1998)
- SET Metro (messa in onda da settembre 1995)
- SET Drama (debutto in onda nel dicembre 1996, rilanciato a giugno 2013)
- SET Finance (in onda da maggio 2011)
- SET Integrated (iniziata la messa in onda giugno 2012)
- MTV Taiwan (Operazione avviata da Sanlih da novembre 2011)

## Produzioni
- SET Taiwan Productions Drama
- SET Metro Productions Drama